# Pla Nacional d'Estabilització Econòmica

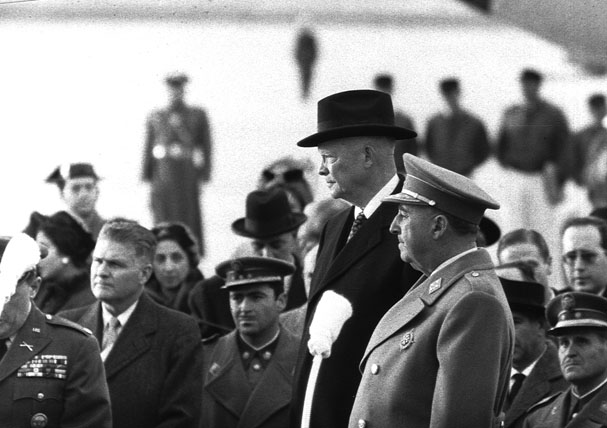
Fotografia de la visita del president nord-americà Dwight David Eisenhower a Espanya en 1959.

El Pla Nacional d'Estabilització Econòmica va ser un conjunt de mesures econòmiques aprovades pel Govern franquista espanyol el 1959. L'objectiu del pla va ser l'estabilització i liberalització de l'economia espanyola, va suposar la ruptura amb la política d'autarquia del franquisme i va possibilitar l'inici d'una època de creixement econòmic al país durant els anys seixanta.

## Situació econòmica prèvia: l'autarquia
Des del final de la Guerra Civil, en 1939, el govern espanyol havia seguit una política econòmica basada en l'autarquia, conseqüència d'aquesta política, el 1959, Espanya era juntament amb Portugal el país més pobre d'Europa, malgrat un lleuger avanç en la producció que es va viure des de 1950, emparat per les incipients ajudes nord-americanes. Els problemes i desequilibris que afligien l'economia espanyola eren variats i de gravetat:
- Increment del cost de la vida que va arribar fins al 15 per cent el 1956 i davant el qual el govern havia reaccionat amb un augment important dels salaris que no va fer sinó agreujar la situació.
- Augment del deute públic.
- Dèficit comercial molt elevat de la balança de pagaments i una consegüent reducció de divises fins a mínims històrics. El Govern espanyol va comprovar que el 31 de desembre de 1958 les seves reserves exteriors només suposaven 45,4 milions de dòlars, xifra inferior al deute exterior a curt termini.[1]

## Antecedents directes (1957-1958)
Al febrer de 1957 es produeix un canvi de govern emparat per Luis Carrero Blanco que va suposar una pèrdua d'influència dels sectors més nacionalistes del Règim en els llocs claus de l'Administració i l'entrada d'un grup de ministres, compost per Alberto Ullastres Calvo (Comerç), Mariano Navarro Rubio (Hisenda) i de López Rodó com a cap de la Secretaria General Tècnica de la Sotssecretaria de la Presidència de qui depenia l'Oficina de Coordinació i Programació Econòmica; tots ells tenien en comú la seva orientació catòlica, la seva pertinença a l'Opus Dei i la seva bona preparació intel·lectual en el camp econòmic. Aquests nous ministres van prendre aviat consciència de tan insostenible com era la situació econòmica, i van començar a posar una mica d'ordre en la política econòmica i a trencar amb la política autàrquica franquista dominant fins llavors.
Els principals grups de mesures que es van adoptar van ser:
- Unificació dels múltiples tipus de canvi existents i fixació del canvi en 42 ptes./$.
- Elevació dels tipus aplicats pel Banc d'Espanya i fixació de límits quantitatius al redescompte dels bancs al Banc d'Espanya. També al desembre de 1958, es va eliminar la pignoració automàtica del deute públic, mesura fonamental per poder desenvolupar una política monetària activa.
- Mesures de control i reducció de la despesa pública i elevació dels ingressos de l'Estat.
- Es va propiciar l'entrada d'Espanya en el Fons Monetari Internacional, l'OECE i el Banc Internacional per a la Reconstrucció i el Desenvolupament.

Les mesures exposades van constituir un canvi d'orientació de la política econòmica del govern. Els problemes existents havien estat adequadament diagnosticats però els resultats obtinguts de les mesures van ser bastant limitats en mancar de la profunditat i coordinació necessària. L'antecedent directe del Pla va ser un informe de l'Organització Europea per a la Cooperació Econòmica de 1959 sobre la situació econòmica a Espanya que contindria les pautes principals del posterior pla.

## El Pla

### Elaboració
El Pla va ser elaborat amb la participació dels economistes Joan Sardà i Dexeus i Enrique Fuentes Quintana i va ser aprovat pel govern mitjançant decret llei, el 21 de juliol de 1959 i confirmat per les Corts el 28 de juliol de 1959, després de vèncer les resistències internes d'alguns ministres del govern i del mateix Franco, pels quals la política de caràcter autàrquic tenien un caràcter ideològic unit a la victòria en la Guerra Civil i al nacionalisme. És més, sense l'asfíxia exterior i l'ombra de la suspensió de pagaments internacional, és poc probable que s'hagués abandonat aquest model autàrquic, tan proper a la ideologia d'un Règim creient en les virtuts omnímodes del Butlletí Oficial de l'Estat, generador d'una munió de cercadors de rendes i amb escassa estima pels mercats oberts i amb competència. L'adopció del pla es va retardar, tractant d'evitar l'adopció de mesures contràries a l'aïllament de l'economia espanyola.

### El contingut
El Pla marca una sèrie d'objectius a aconseguir: estabilitat econòmica, equilibri en la balança de pagaments i enrobustiment de la moneda, de manera que es converteixi en una divisa estable. Es preveu la liberalització progressiva de la importació de mercaderies i paral·lelament, la del seu comerç interior. Les mesures que va prendre el pla van ser d'una banda liberalitzadores i per una altra una política d'austeritat que es van concretar en:
- S'anuncia la convertibilitat de la pesseta i l'elevació del tipus de canvi amb el dòlar des de 42 fins a 60 pessetes, amb l'objectiu de donar estabilitat a la pesseta. Això va ser acompanyat de quantiosos crèdits de l'exterior dels organismes internacionals i del mateix govern nord-americà.
- Elevació dels tipus d'interès, limitació de la concessió de crèdits bancaris i congelació de salaris, tot això amb l'objectiu de tractar de reduir la inflació existent. Amb el mateix objectiu s'havia tancat al desembre de 1958 la porta a la pignoració automàtica del deute públic al Banc d'Espanya, que havia constituït una altra de les fonts inflacionistes.
- Foment de la inversió estrangera amb una nova legislació sobre inversions exteriors que permetia la participació de capitals estrangers en empreses espanyoles.
- Amb l'objectiu de limitar el dèficit públic es proposa una reforma fiscal que incrementés la recaptació i una limitació de la despesa pública.

En definitiva, les mesures adoptades el 1959 anaven més enllà d'una simple cerca de l'equilibri intern i extern que suposa l'estabilització i configurava un pla de transformació estructural. Es tractava no només de restablir els equilibris sinó, a més, d'abandonar el model de desenvolupament cap a dintre i d'incorporar l'economia espanyola als mercats internacionals, sanejant l'economia per posar els vímets adequats per a un posterior creixement econòmic. Es pretén llançar una política que anul·lés els obstacles per a la liberalització de l'economia, controlada fèrriament per un Estat autoritari i una oligarquia militar i religiosa que no va saber actuar degudament.

## Resultats[4][3]
Els efectes estabilitzadors es van deixar notar a molt curt termini, tant a l'interior com en l'equilibri exterior:
- El 1959 es va produir un superàvit de la balança de pagaments de 81 milions de dòlars.
- Les reserves de divises del Banc d'Espanya es van incrementar. La suma de reserves exteriors i crèdits a curt termini de l'Estat va passar de presentar un valor negatiu proper als 2 milions de dòlars al juny de 1959 a un saldo positiu proper als 500 milions al desembre de 1960.
- La inflació es va reduir des del 12,6 per cent el 1958 fins al 2,4 per cent el 1960.
- Increment de la inversió exterior a Espanya i del turisme.
- Millorar les condicions de competència al país i la incorporació de tecnologies.

Però l'estabilització, com tots els processos d'aquest tipus, també va suposar en el curt termini, un notable fre de la producció espanyola durant la segona meitat de 1959 i principis de 1960, amb congelacions salarials i forts descensos del consum i la inversió i el consegüent augment de l'atur. Tots aquests fets van provocar un fenomen de gran importància en l'època, l'increment de l'emigració espanyola bàsicament cap a Europa a la recerca d'ocupació. En aquest sentit assenyala Tamames en la seva obra Introducción a la economía española que: "Sense l'espita de l'emigració, l'atur s'hauria elevat a xifres molt importants, les remeses d'emigrants no haurien aconseguit tan alts valors i tal vegada s'hauria produït una reculada en les mesures estabilitzadores".
Mentre que les mesures estabilitzadores van tenir un èxit bastant primerenc, les mesures liberalitzadores tendents a projectar els seus efectes a més llarg termini, no van arribar a aplicar-se. Aquestes reformes van ser perdent vigor a mesura que els desequilibris exteriors s'anaven corregint i va permetre que es continués amb una economia de caràcter corporatiu, amb mercats d'escassa competència.
Va ser en aquesta època en la qual se substitueixen els inputs: les fonts d'energia tradicionals com el carbó seran substituïdes per les modernes: petroli o electricitat, els materials sintètics per plàstics. Igualment, hi ha un increment tecnològic en química, metall i maquinària.
Conseqüència d'aquest pla en els anys seixanta es va incrementar fortament el creixement de l'economia espanyola, el més alt viscut fins llavors, no obstant això al llarg d'aquesta mateixa dècada es va produir un nou viratge cap a posicions proteccionistes i intervencionistes, per raons polítiques i econòmiques, que van afavorir a les grans corporacions espanyoles, dominades per la banca que van impedir la consolidació d'un sistema competitiu, i que va deixar una pesada herència econòmica que dificultaria la modernització de l'economia espanyola, durant el procés de transició democràtica.